# Leymen
Leymen é uma comuna francesa na região administrativa de Grande Leste, no departamento Alto Reno. Estende-se por uma área de 11,58 km². Em 2010 a comuna tinha 1 235 habitantes (densidade: 106,6 hab./km²).

## Geografia
Situada sobre o rio Birsig, e portanto dentro do vale Leimental, a comuna de Leymen é circundada pela Suíça em três quartos de sua área. A cidade de Basileia localiza-se a aproximadamente 13 quilômetros, Mulhouse, local da administração regional, a 43 a norte e Altkirch, a principal comuna do Sundgau, a cerca de 30 quilômetros a noroeste. 
As comunas vizinhas a Leymen são Hagenthal-le-Haut, Hagenthal-le-Bas, Neuwiller e Liebenswiller, na França, assim como Biel-Benken, Bättwil, Hofstetten-Flüh, Metzerlen-Mariastein e Rodersdorf, na Suíça.

## História
No ano de 735 o local foi chamado pela primeira vez de Leimone. O nome vem da constituição argilosa do terreno, que também deu nome à vizinha comuna suíça de Leimental. Em 1910 o último segmento da linha férrea Basileia-Rodersdorf foi construído e a partir de então Leymen ganhou uma estação ferroviária. 
Hoje em dia Leymen faz parte da região metropolitana da Basileia (o que inclui partes limítrofes da Suíça, França e Alemanha). 

### Evolução demográfica
| Ano        | 1962 | 1968 | 1975 | 1982 | 1990 | 1999  | 2009  |
| Habitantes | 870  | 931  | 937  | 896  | 915  | 1.055 | 1.122 |

## Atrações
- Uma das mais longas linhas de bonde internacionais da Europa passa pela comuna de Leymen. A Linha 10 da Baselland Transport (BLT), que vai da vizinha Rodersdorf até a Basileia, passando por Dornach, tem em Leymen sua única estação no território francês. Tal prédio, construído em enxaimel, está esplendidamente restaurado.
- A igreja Saint-Léger foi erigida no século 19.
- Em cima de uma colina de Leymen, a poucos metros da fronteira suíça, tem-se o pitoresco castelo de Landskron.

## Galeria

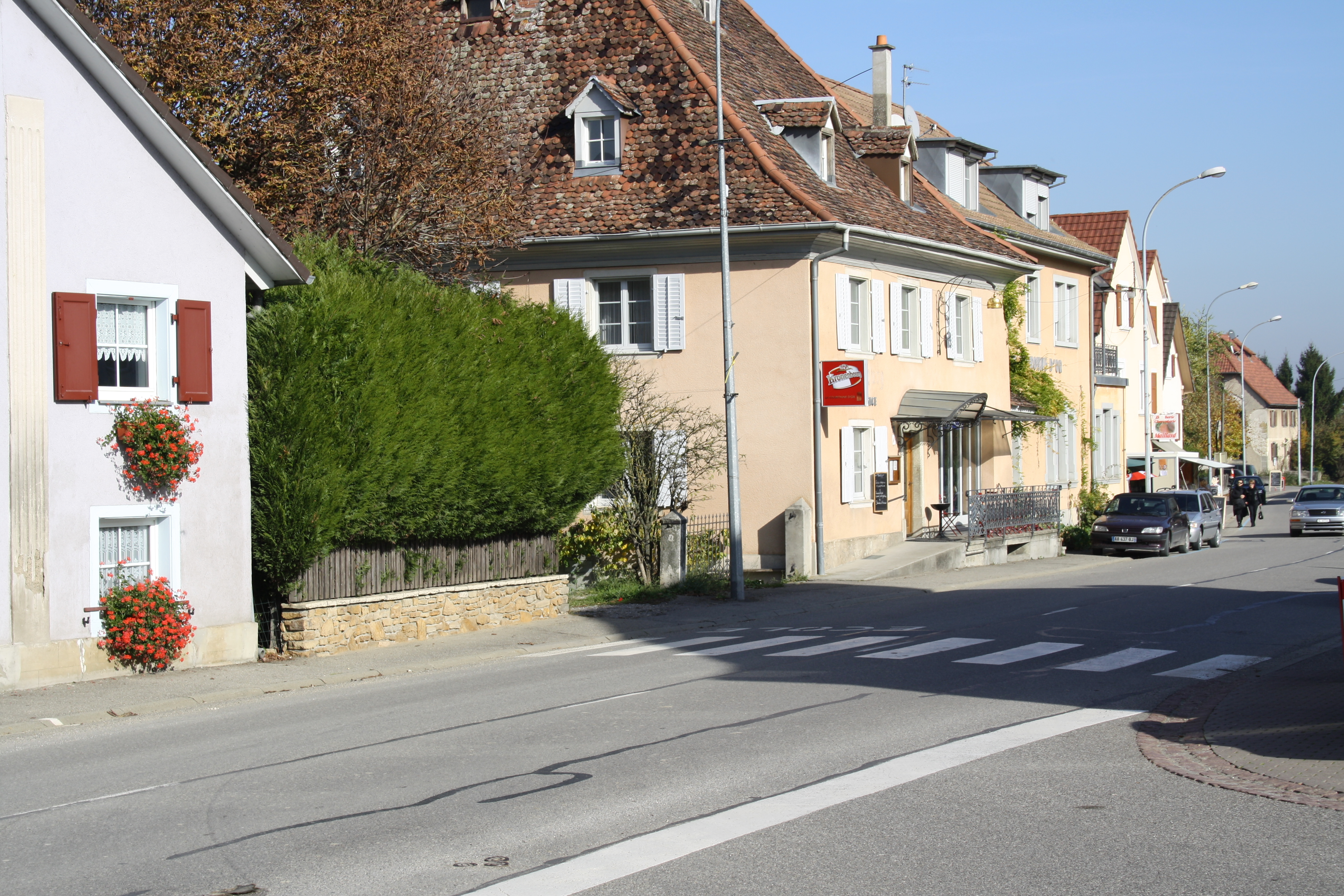
Rua principal
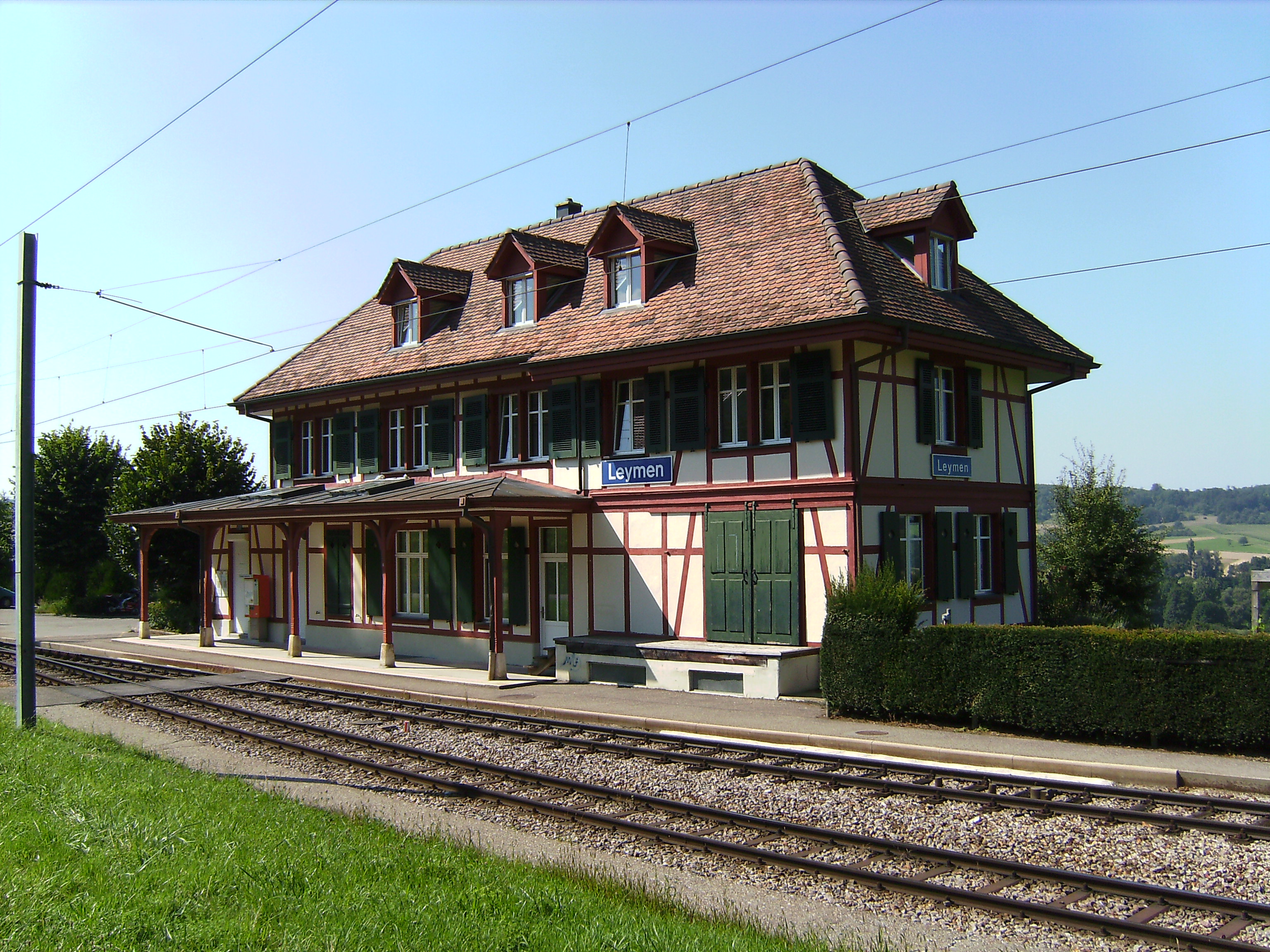
Estação de Leymen
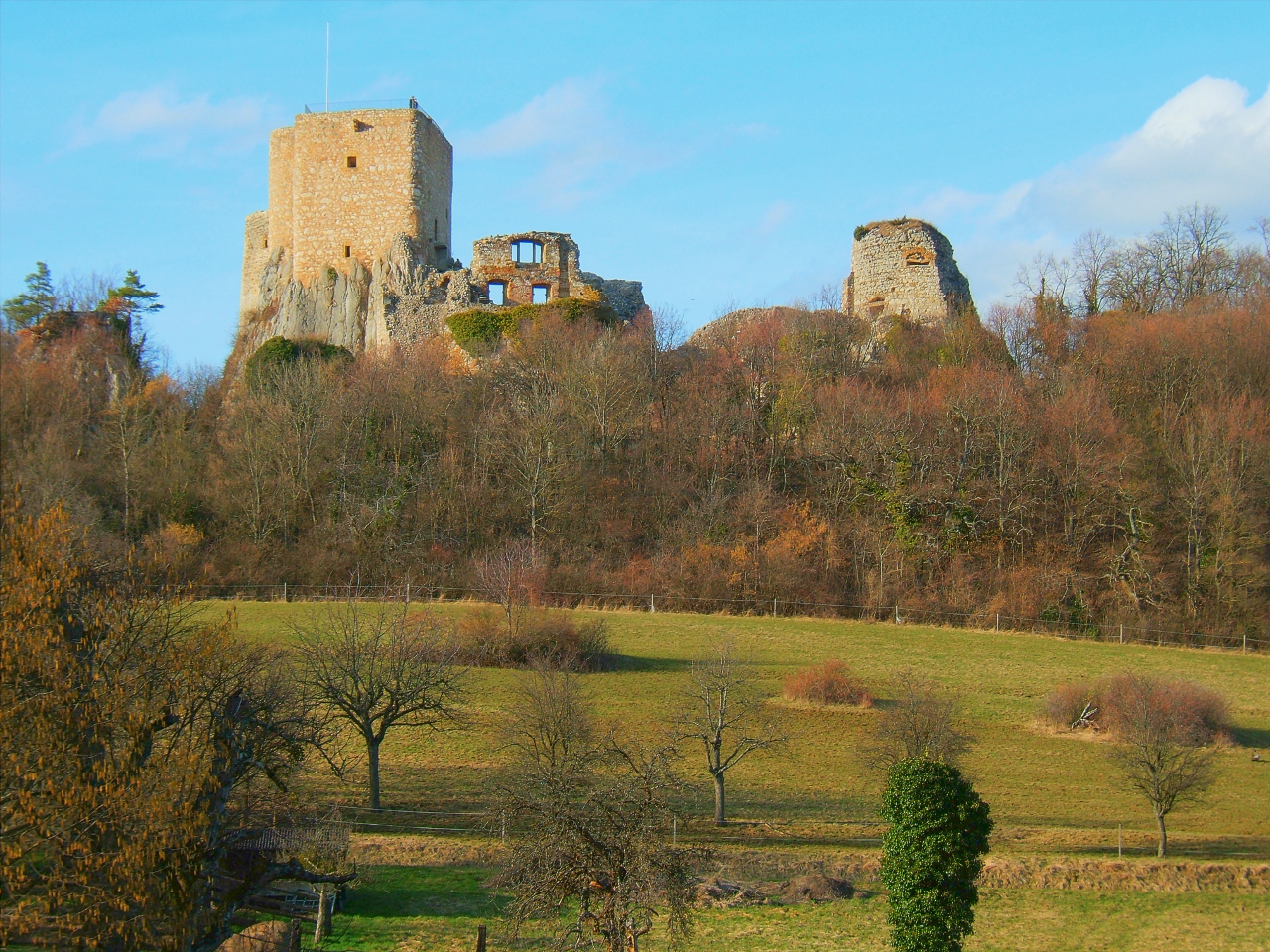
Ruína do castelo Landskron